# Игуальский план
Игуальский план (План независимости Северной Америки, План трёх гарантий; исп. Plan de Iguala, Plan de Independencia de la América Septentrional, Plan Trigarante) — политическая программа-обращение генерала Итурбиде к населению Новой Испании, провозглашенная 24 февраля 1821 в городе Игуала на завершающем этапе мексиканской войны за независимость.
Этот план декларировал «три гарантии»:
- независимость Мексики и установление конституционной монархии
- сохранение привилегий католической церкви
- равенство прав креолов и испанцев.

Игуальский план предусматривал установление конституционной монархии («Мексиканской империи») во главе с Фердинандом VII или другим представителем династии Бурбонов. До прибытия в Мексику монарха править страной должна была правительственная хунта. Всю систему управления и административный аппарат предполагалось оставить без изменений. В качестве государственной религии утверждалась римско-католическая, причём гарантировались привилегии (фуэро) духовенства и неотчуждаемость церковного имущества. Игуальский план предусматривал неприкосновенность личности и собственности уроженцев Испании, а также сохранение за ними военных и гражданских постов. В то же время имущие слои местного населения могли рассчитывать на участие в управлении, так как пункт 12 «плана» гласил, что все жители, «отличающиеся друг от друга лишь своими заслугами и достоинствами, являются гражданами, способными занять любую должность».
Чтобы обеспечить осуществление трёх принципов Игуальский план, должна была быть сформирована «армия трёх гарантий».